# Semiothisa pluviata
Semiothisa pluviata är en fjärilsart som beskrevs av Fabricius 1795. Semiothisa pluviata ingår i släktet Semiothisa och familjen mätare. Inga underarter finns listade i Catalogue of Life.